# 基努瓦區
13°02′56″S 74°08′22″W / 13.0490°S 74.1394°W
基努瓦區（西班牙語：Distrito de Quinua），是秘魯的一個區，位於該國中南部阿亞庫喬大區的瓦曼加省，面積145.63平方公里，海拔高度3,396米，2005年人口5,881，人口密度每平方公里40人。